# Bring 'Em Out (Hawk Nelson)
Bring 'Em Out è il terzo EP degli Hawk Nelson, pubblicato il 20 dicembre 2005.

## Tracce
1. - Bring Em Out - 03:25
2. - Things We Go Through - 02:31
3. - Bring Em Out - 03:25[2]

## Formazione
- Jason Dunn - voce
- Jonathan Steingard - chitarra e coro
- Daniel Biro - basso e voce
- Aaron Tosti - batteria